# Crocidura somalica
Crocidura somalica är en däggdjursart som beskrevs av Thomas 1895. Crocidura somalica ingår i släktet Crocidura och familjen näbbmöss. IUCN kategoriserar arten globalt som livskraftig. Inga underarter finns listade i Catalogue of Life.
Denna näbbmus har trots namnet ingen bekräftad förekomst i Somalia. Den lever istället i östra Etiopien. Avskilda populationer hittades i Sudan och Mali. Arten lever i torra savanner och halvöknar.